# Beautiful Soul/Right Where You Want Me
Beautiful Soul/Right Where You Want Me es el primer álbum recopilatorio del cantautor estadounidense Jesse McCartney, lanzado el 3 de septiembre de 2007. El álbum contiene los dos primeros álbumes de estudio de McCartney y fue lanzado únicamente en Australia.

## Canciones
| CD1 - Beautiful Soul |                                        |                                                                    |          |  |
| N.º                  | Título                                 | Escritor(es)                                                       | Duración |  |
| 1.                   | «She's No You»                         | Matthew Gerrard, Jesse McCartney, Robbie Nevil                     | 3:35     |  |
| 2.                   | «Beautiful Soul»                       | Andy Dodd, Adam Watts                                              | 3:35     |  |
| 3.                   | «Get Your Shine On»                    | Matthew Gerrard, Jesse McCartney, Robbie Nevil                     | 3:12     |  |
| 4.                   | «Take Your Sweet Time»                 | Andy Dodd, Adam Watts                                              | 4:03     |  |
| 5.                   | «Without U»                            | Adam Anders, Per Astrom                                            | 3:13     |  |
| 6.                   | «Why Don't You Kiss Her?»              | Jason Blume, Andrew Fromm                                          | 3:22     |  |
| 7.                   | «That Was Then»                        | Matthew Gerrard, Jesse McCartney, Robbie Nevil                     | 3:44     |  |
| 8.                   | «Come To Me»                           | Matthew Gerrard, Trina Harmon, Tyler Hayes                         | 3:50     |  |
| 9.                   | «What's Your Name?»                    | Matthew Gerrard, Jesse McCartney, Robbie Nevil                     | 3:32     |  |
| 10.                  | «Because You Live»                     | Chris Braide, Andreas Carlsson, Desmond Child                      | 3:19     |  |
| 11.                  | «Why Is Love So Hard To Find?»         | Bridget Benenate, Matthew Gerrard, Michael Tierney, Andrew Tierney | 4:11     |  |
| 12.                  | «The Stupid Things»                    | Robin Thicke                                                       | 3:37     |  |
| 13.                  | «Good Life» (Track oculto/Bonus track) | Boots Ottestaad                                                    | 3:20     |  |
| 14.                  | «The Best Day Of My Life»              | David Katz, Robert Palmer, Lindy Robbins                           | 3:13     |  |
| 43:32                |                                        |                                                                    |          |  |

| CD2 - Right Where You Want Me |                           |                                                                          |          |  |
| N.º                           | Título                    | Escritor(es)                                                             | Duración |  |
| 1.                            | «Right Where You Want Me» | Andy Dodd, Dory Lobel, Jesse McCartney, Adam Watts                       | 3:32     |  |
| 2.                            | «Just So You Know»        | Andy Dodd, Dory Lobel, Jesse McCartney, Adam Watts                       | 3:54     |  |
| 3.                            | «Blow Your Mind»          | Dory Lobel, Jesse McCartney, John Shanks                                 | 3:11     |  |
| 4.                            | «Right Back In The Water» | Dory Lobel, Jesse McCartney                                              | 3:26     |  |
| 5.                            | «Anybody»                 | Kara DioGuardi, Marti Frederiksen, Dory Lobel, Jesse McCartney           | 3:21     |  |
| 6.                            | «Tell Her»                | Franne Golde, Emanuel Kiriakou, Dory Lobel, Jesse McCartney              | 4:00     |  |
| 7.                            | «Just Go»                 | Andy Dodd, Dory Lobel, Jesse McCartney, Adam Watts                       | 3:38     |  |
| 8.                            | «Can't Let You Go»        | Dory Lobel, Jesse McCartney, John Shanks                                 | 2:46     |  |
| 9.                            | «We Can Go Anywhere»      | Andy Dodd, Dory Lobel, Jesse McCartney, Adam Watts                       | 3:35     |  |
| 10.                           | «Feelin' You»             | Andy Dodd, Adam Watts                                                    | 3:25     |  |
| 11.                           | «Invincible»              | Kara DioGuardi, Dory Lobel, Jesse McCartney                              | 3:43     |  |
| 12.                           | «Daddy's Little Girl»     | Sherry Kondor, Dory Lobel, Jesse McCartney, Drew Ramsey, Shannon Sanders | 2:43     |  |
| 41:14                         |                           |                                                                          |          |  |